# Josefin Edvardsson
Anna Josefin Edvardsson, född 23 januari 1985 i Salem, är en svensk skådespelare.

## Filmografi
- 1997 – Kenny Starfighter (TV-serie)
- 2000 – Jesus lever
- 2001 – En ängels tålamod (TV-serie)
- 2001 – Agnes (TV-serie)
- 2003 – One Way Trip
- 2022 – Kenny Starfighter – Dr Deo slår tillbaka (TV-serie)